# Bibimys torresi
Bibimys torresi là một loài động vật có vú trong họ Cricetidae, bộ Gặm nhấm. Loài này được Massoia mô tả năm 1979.